# Loggia del Mercato Nuovo
La loggia del Mercato Nuovo fue llamada así para distinguirla de la del Mercato Vecchio, situada en la zona donde hoy está la plaza de la República. Está en el cruce de vía Calimala y vía Porta Rossa, a pocos pasos del Ponte Vecchio. Es llamada comúnmente la loggia del Porcellino. 

## Historia
La loggia fue construida entre 1547 y 1551 bajo el proyecto de Giovan Battista del Tasso. En origen, se usaba para la venta de sedas y objetos preciosos, y desde el siglo XIX los célebres sombreros de Florencia. Actualmente, sobre todo son tiendas de souvenirs.
En los nichos angulares habría estatuas de florentinos ilustres, pero solo tres se realizaron en el siglo XIX:
- Michele di Landom, de Antonio Bortone (1895).
- Giovanni Villani, de Gaetano Trentanove (1890).
- Bernardo Cennini, de Emilio Mancini (1889).
El punto central de la loggia es, desde 1640, la Fontana del Porcellino, que en realidad es un jabalí de bronce, copia de la obra de Pietro Tacca del siglo XVIII (en el Museo Stefano Bardini), copiado a su vez de una obra en mármol de época romana conservada en los Uffizi.

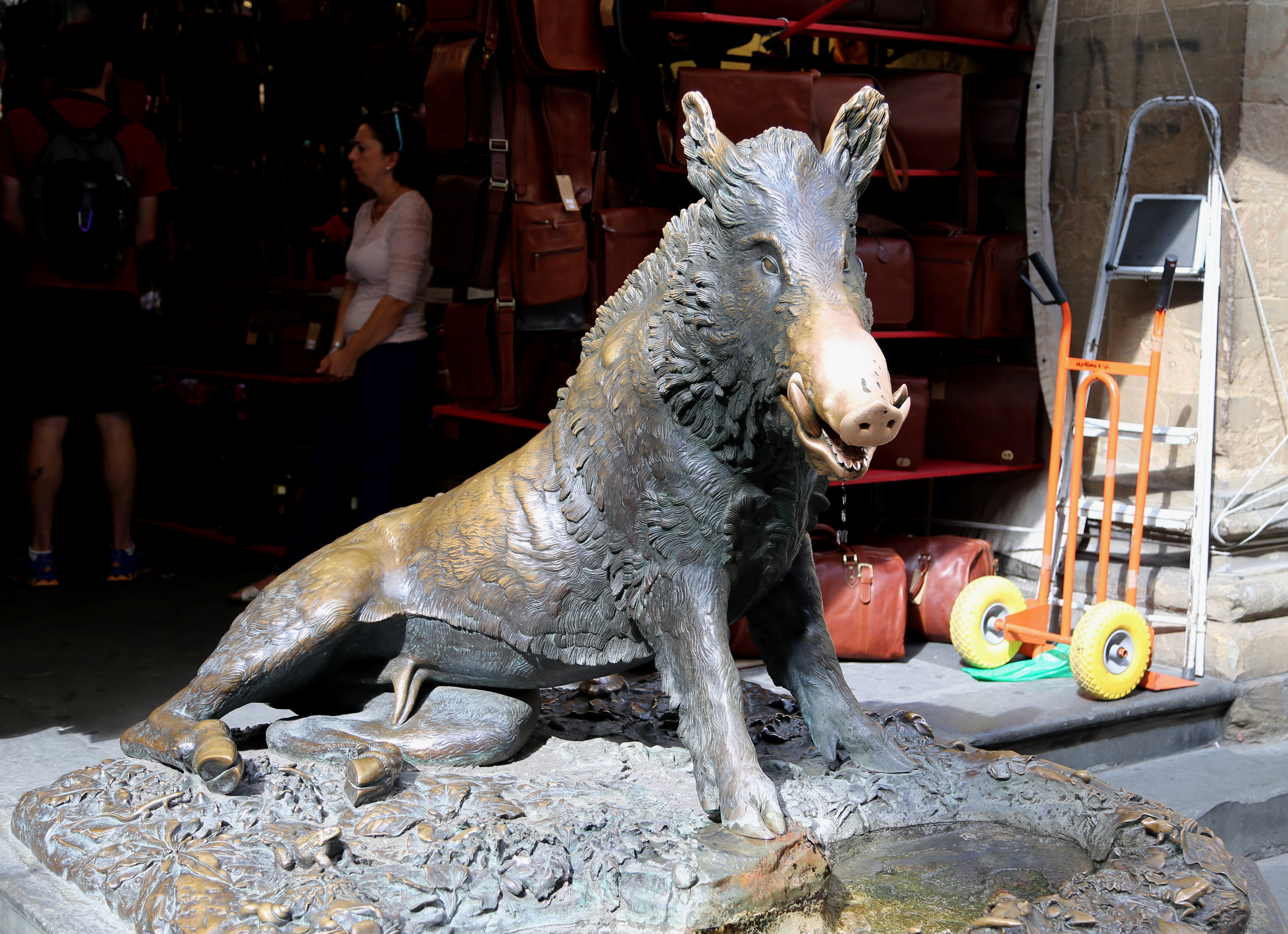
El porcellino

La loggia y las estatuas han sido restauradas entre 2001 y 2003.
El Mercato Nuovo pertenece al centro histórico de Florencia, declarado Patrimonio de la Humanidad en 1982.

## La piedradello scandalo
Una curiosidad del lugar es la llamada piedra dello scandalo, un círculo de mármol bicolor colocado en el centro de la loggia. La piedra (una reconstrucción de 1838) reproduce a tamaño natural una rueda de carro, símbolo de la República florentina. Sobre el punto señalado se posicionaba el carro en torno al cual se reunían las tropas florentinas antes de cada batalla.
La piedra tenía otra función: era el punto exacto donde se castigaba a los deudores en la Florencia renacentista. 